# Хируршки дрен
Хируршки дрен је цев која се користи за уклањање гноја, крви или других течности из ране , телесне шупљине или органа. Обично их постављају хирурзи или интервентни радиолози након захвата или неких врста повреда, али се могу користити и као интервентна метода за декомпресију. Постоји неколико врста дренова, а избор који ће се користити често зависи од места постављања и колико дуго је дрен потребан.

## Опште информације
Хируршки дрен помаже у уклањању садржаја, обично течности, из унутрашњости тела. Ово је корисна метода јер спречава акумулација течности која може изазвати због надимање и притиска јак бол. На пример, назогастрични (НГ) дрен убачене кроз нос и у желудац мое помоћи у уклањању садржаја желуца који  код пацијенте који имају блокаду у свом гастроинтестиналном тракту. Након операције, могу се поставити дрени за уклањање крви, лимфе или других течности које се акумулирају у кориту ране. Ово помаже у успешнијем зарастања рана и редовном постоперативном праћењу од стране здравственим радницима и правобвремено откривање било каквих знакова унутрашње инфекције или оштећења хируршки третираних структура.
Хируршки дренови се могу класификовати на пасивне или активне, отворене или затворене,  спољашње или унутрашње. 
- Пасивни дренови се ослањају на гравитацију или капиларно дејство за уклањање течности,.

- Активни дренови се ослањају на усисну/вакуумску силу, било да се ради о повезивању са усисом на зиду, преносивом усисном уређају или балону који се стиска да би се створио вакуум. О
- Отворени дрени се обично користе за површинске ране и дренирају у завоје или стомалне вреће.

- Затворени дренпви су цеви или друге структуре сличне каналима које су повезане са контејнером, стварајући тако затворени систем.

- Спољни дрен иде из унутрашњости тела ка спољашњости тела и може се видети,.
- Унутрашњи дрен у потпуности је унутар тела. Пример унутрашњег дрена је вентрикуло-перитонеални шант, или цев која повезује коморе мозга са перитонеалном шупљином. Ово помаже у уклањању додатне цереброспиналне течности из мозга.

Прецизно бележење запремине дренаже као и садржаја је од виталног значаја за обезбеђивање правилног зарастања и праћење претераног крварења. У зависности од количине дренаже, пацијент може имати дрен на месту од једног дана до једне недеље. Дренови имају заштитне облоге које треба мењати свакодневно/по потреби.

## Савремен схватања о дрену
Рутинска употреба дренова за хируршке процедуре се све више смањује јер су боље радиолошко испитивање и поверење у хируршку технику смањили њихову неопходност. СТренутно се сматра да дрен  може да омета опоравак делујући као  сидро које ограничава покретљивост после операције, а и сам дрен може изазвати инфекцију ране. Међутим и поред ових ставова о дрену у одређеним ситуацијама њихова употреба је неизбежна.